# Lutkarstvo u Slovačkoj i Češkoj
Lutkarstvo u Slovačkoj i Češkoj nije samo popularan oblik tradicionalne zabave nego i način prenošenja vizije svijeta i obrazovni alat s porukama moralnih vrijednosti. Zbog toga je ovo lutkarstvo upisano na popis nematerijalne svjetske baštine 2016. godine.
Lutke, stvarnih ili imaginarnih likova, uglavnom su izrađene od drveta i animirane različitim metodama. Prvi nositelji ove prakse bili su obitelji putujućih lutkara čija su djela kasnije apsorbirala lokalne utjecaje, koristeći uglavnom komične figure s različitim obilježjima. Kazalište lutaka sastavni je dio slovačke i češke lokalne kazališne i književne tradicije. Ono također igra važnu ulogu u socijalizaciji, pomažući izvođačima da se razvijaju kao kreativni mislioci i nauče se suradnji, komunikaciji i ojačavanju osjećaja identiteta u društvu. Obilježavajući tradicionalne obrede i svečane događaje poput blagdana, tržnica i sajmova, lutkarske predstave danas dolaze u mnogo različitih oblika, ali još uvijek uzimaju iz tradicije. Sudionici uključuju izvođače, dramatičare, izrađivače lutaka i kostima, kao i scenografe. Vještine se prenose imitacijom i praksom unutar izvođačkih zajednica, dok se u Slovačkoj prijenos također odvija i u tradicionalnim lutkarskim dinastijama, kao i kroz radionice koje vode neprofitne organizacije i glazbene i umjetničke škole.

## Poveznice
- Opera dei Pupi
- Karađoz

## Vanjske poveznice
- Video info, youtube.com, 9:26 min (slov.)